# Lotus corniculatus subsp. carpetanus
Lotus corniculatus subsp. carpetanus é uma subespécie de planta com flor pertencente à família Fabaceae. 
A autoridade científica da subespécie é (Lacaita) Rivas Mart., tendo sido publicada em Anales Inst. Bot. Cavanilles 21: 240 (1964).
Os seus nomes comuns são cornichão ou loto.

## Portugal
Trata-se de uma subespécie presente no território português, nomeadamente em Portugal Continental.
Em termos de naturalidade é endémica da Península Ibérica.

## Protecção
Não se encontra protegida por legislação portuguesa ou da Comunidade Europeia.